# 劉茂 (楽浪太守)
劉 茂（りゅう も／りゅう ぼう、生没年不詳）は、三国時代の魏の政治家・武将。彭城郡彭城県叢亭里の人。後漢の劉愷の末裔とされ、東晋の侍中の劉隗の祖にあたる。一族に帯方太守劉夏など。

## 生涯
正始年間に楽浪太守となった。
正始6年（245年）、帯方太守弓遵とともに高句麗の支配下に入った濊を討伐した。間もなく濊の首長の不耐侯らは配下の邑落を挙げて、劉茂に降伏した。
正始8年（247年）に不耐侯は魏に朝貢して、勅命で不耐濊王に封じられた。

## 伝記資料
- 『三国志』魏志 烏丸鮮卑東夷伝